# Агуатека
Агуатека (ісп. Aguateca, давня назва: К'ініч-Па'-Віц) — руїни міста цивілізації мая, вважаються одними з найбільш добре збережених у Гватемалі.

## Розташування
Археологічний центр мая Агуатека знаходиться в департаменті Петен, Гватемала, на високому, природного походження плато, на березі озера Петешбатун.

## Історія
Перші поселення на цьому місці з'явилися ще в середині III століття. Наприкінці VIII-го століття, після падіння Дос-Пілас та поразки царя (ахава) К'авііль-Чан-К'ініча, К'ініч-Па'-Віц стало новою столицею царства Південний Муталь. Доля К'авііль-Чан-К'ініч невідома, можливо, він загинув у війні. Наступним «священним царем Мутуля» названий Тан-Ті'-К'ініч, що зійшов на трон у 770 року.

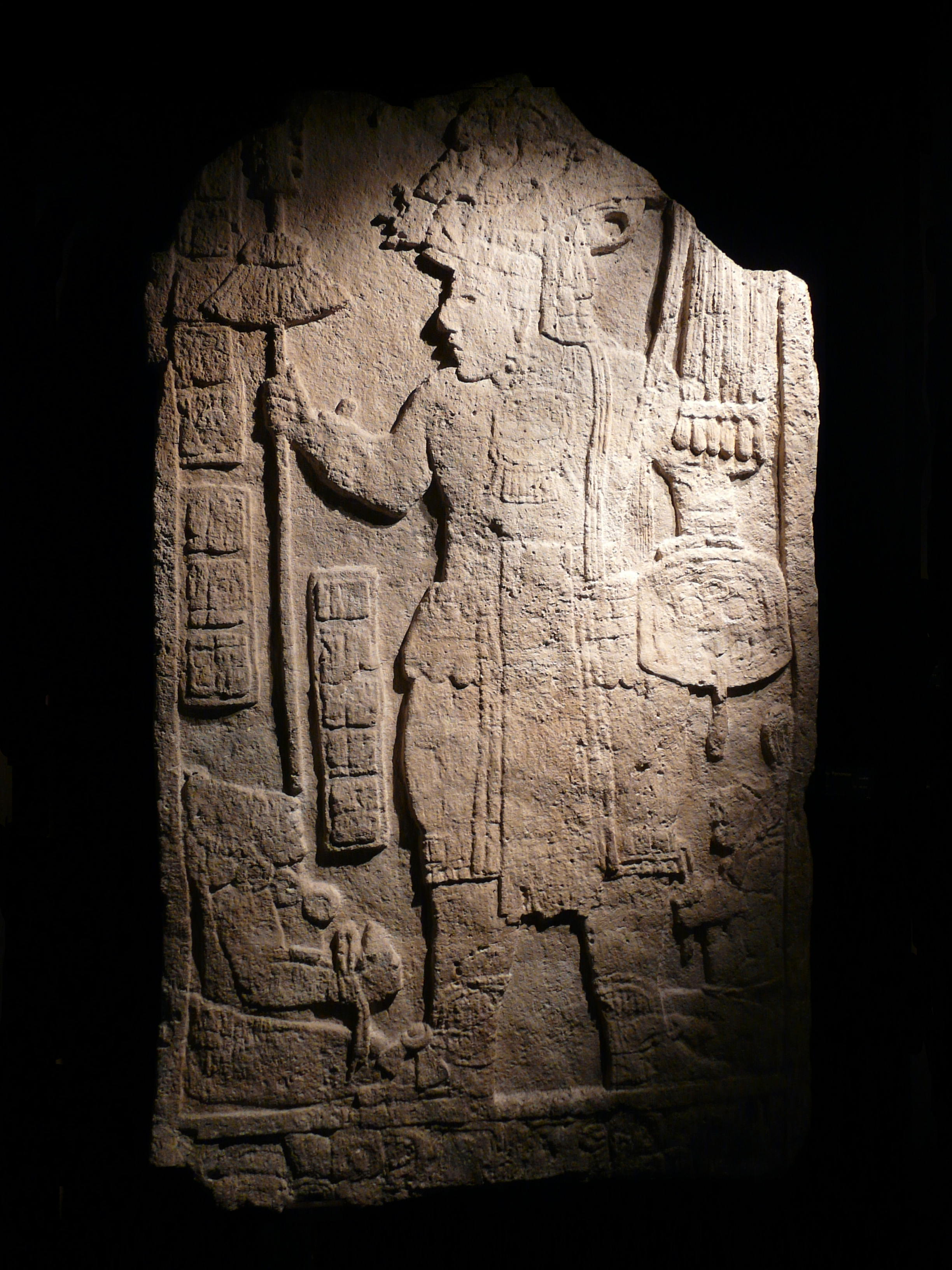
Стела Агуатека

Царі влаштувалися в місті, та зробили, як вони вважали, місто практично неприступним. У Агуатека кільця стін оточували середмістя, житлову зону, а також прилеглі поля. З південного заходу Агуатека прикривав потужний укріплений район, утворений селами і фортами на вершинах пагорбів, оточеними кам'яними стінами з палісадом нагорі. Подвійні оборонні стіни зроблені з масивних прямокутних блоків вапняку. Деякі з цих фортів були додатково з'єднані стінами, так що створювалася суцільна лінія оборонних споруд.
Швидке зростання, яке зазнало місто, показує, що воно вмістило у себе значне населення: знаті, чиновників, воїнів і майстрів зі старої столиці. У цей час в місті мешкало кілька тисяч осіб.
Остання столиця династії проіснувала тут до 810 року, коли впала при раптовому нападі ворогів з сусіднього міста Пунта-де-Чіміно. Археологи знайшли тут численні сліди руйнувань і пожеж. Місто було занедбано після 830 року.
Руїни міста були виявлені археологом Такеші Іномата у 1957 році. Оскільки мешканці покидали місто в поспіху, археологам вдалося тут знайти багато одягу, посуду, прикрас. З усіх міських споруд найкраще збереглися центральна площа з розташованою на ній стелою, церемоніальний комплекс і палац.
Комплекс ділиться на дві основних архітектурних груп: Палацева Групи (Grupo del Palacio) — палацовий комплекс, в якому проживав правитель міста-держави, та Головної площі (Plaza Mayor), яка розташована на південь від палацового комплексу. Дві архітектурні групи з'єднуються між собою насипною дорогою, що проходить через ущелину.

## Відомі правителі
- Уча'ан К'ін Б'алам — ахав Південного Мутуля.
- Тан-Te'-K'ініч — ахав Південного Мутуля, син Уча'ан К'ін Б'алама.

## Галерея

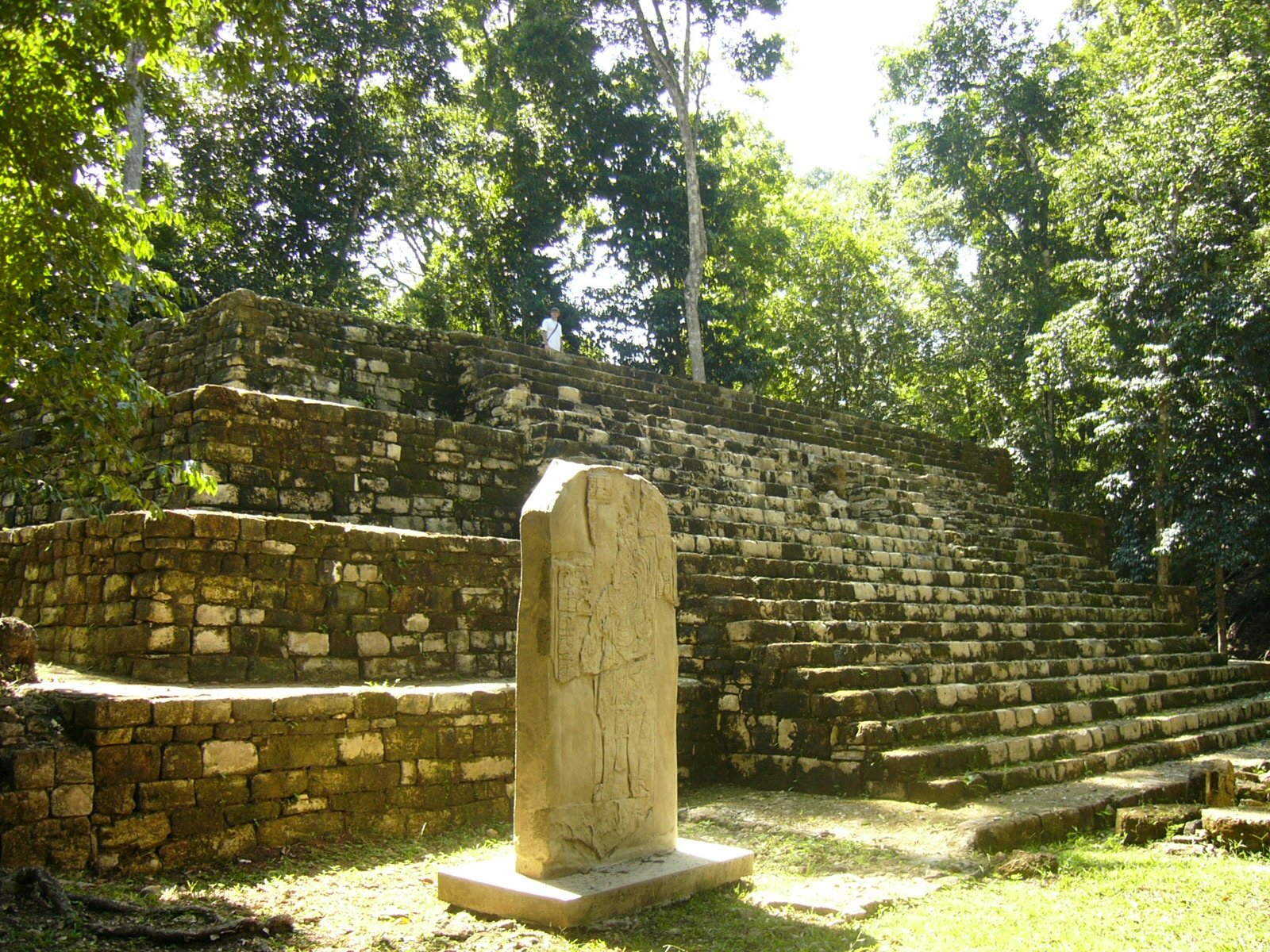
Храм на головній площі та Стела 4.
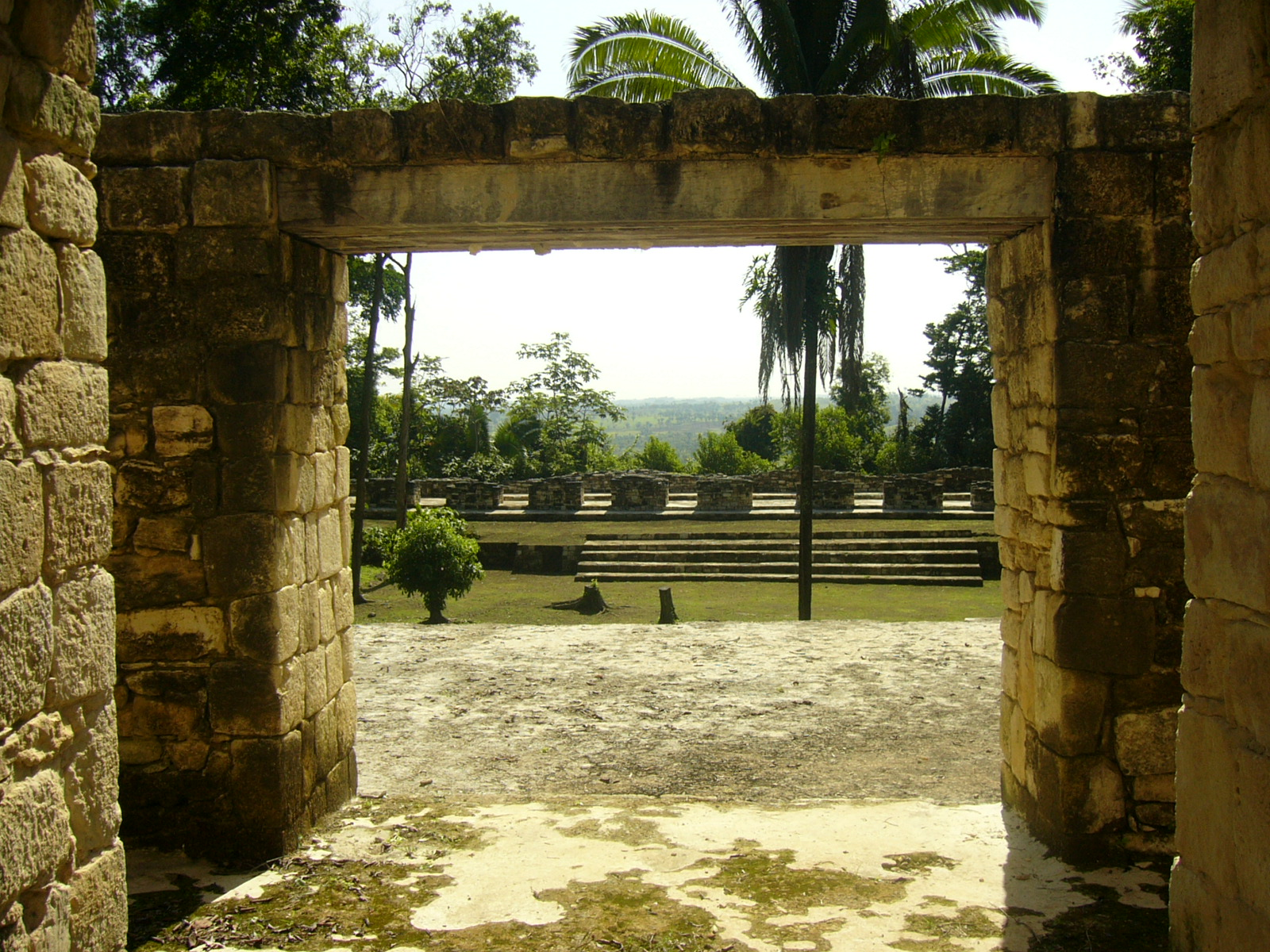
Вигляд площі з палацу
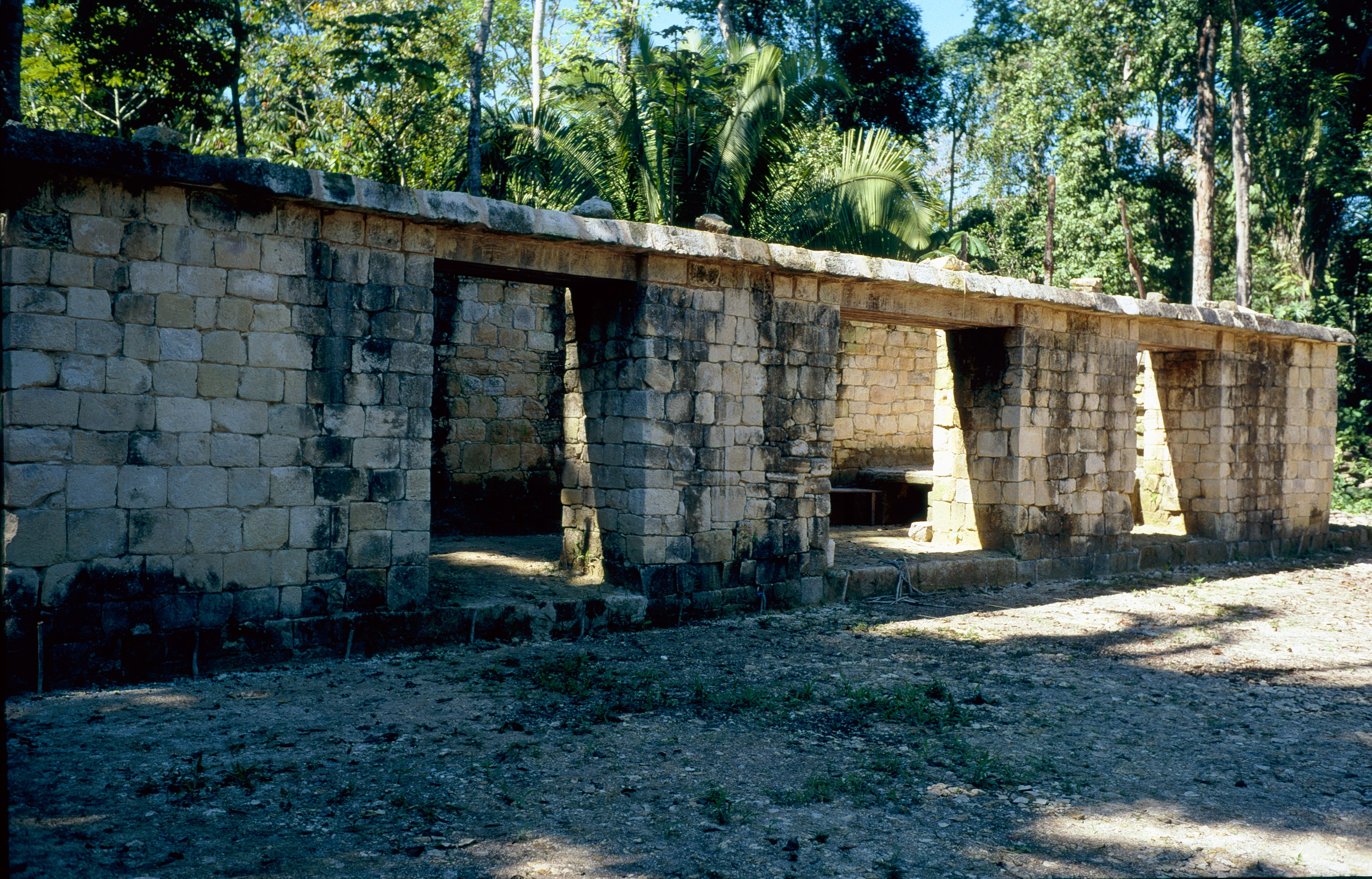
Королівський палац M7-32
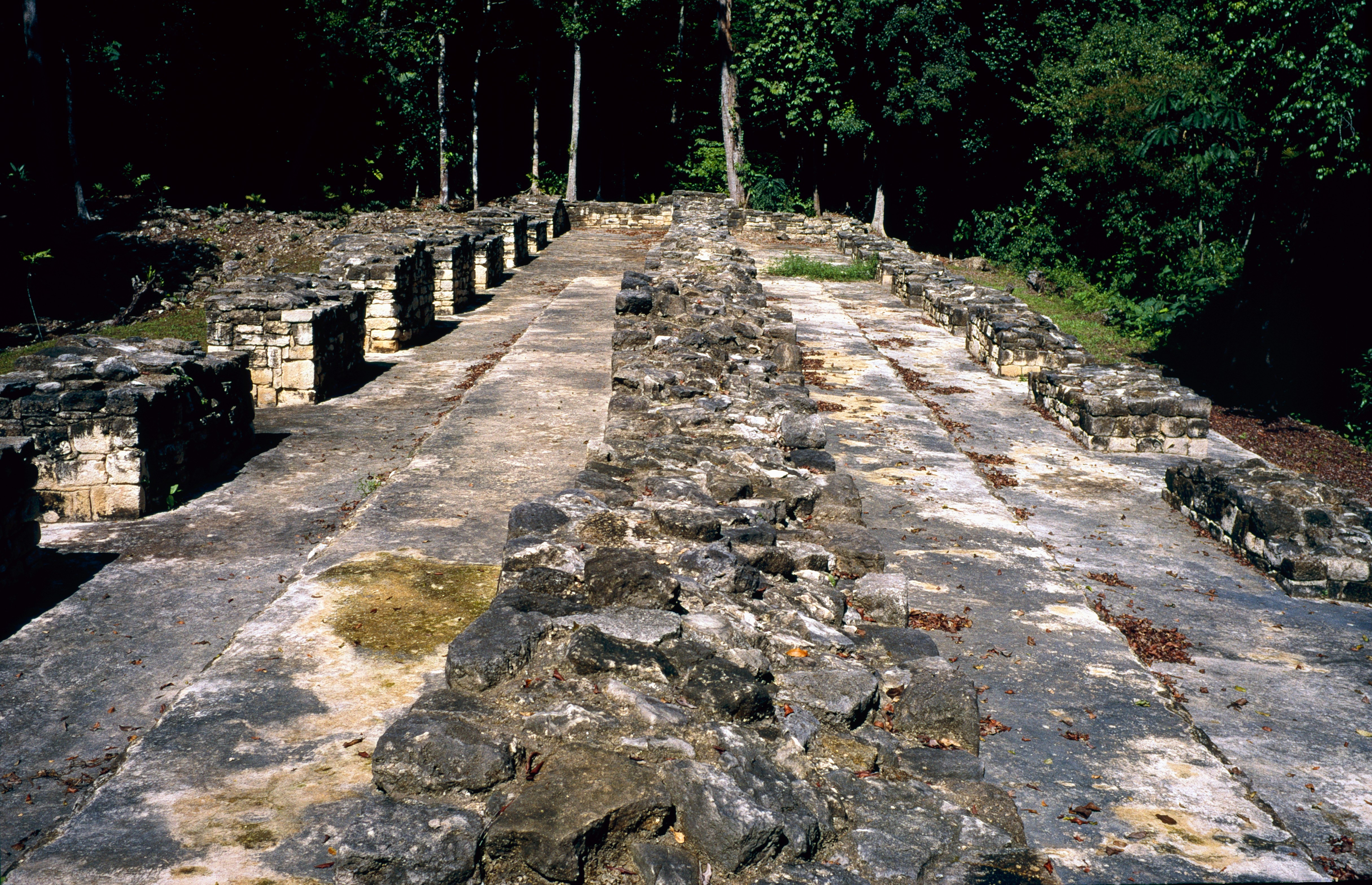
Стіни M7-26
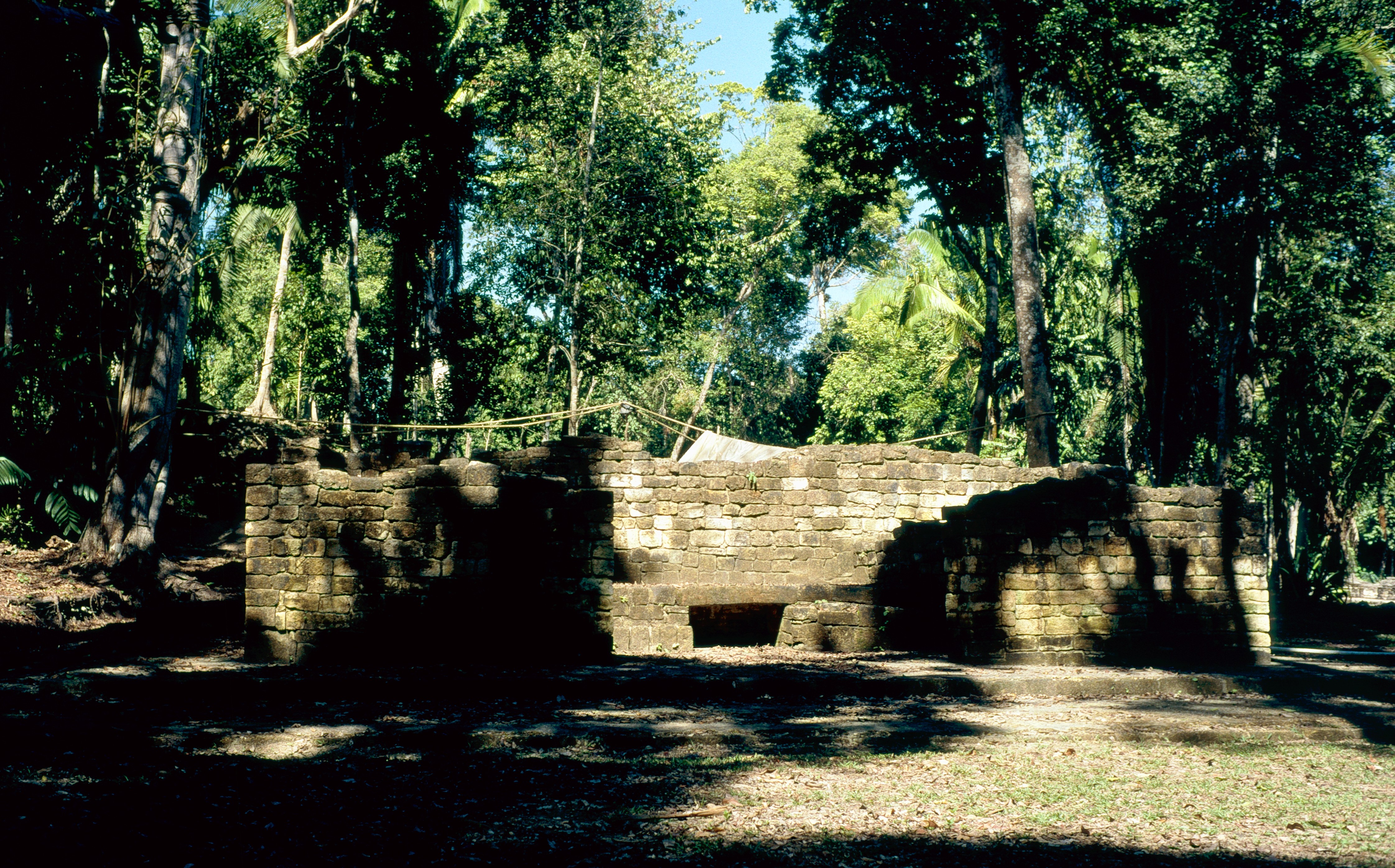
Споруда M7-35